# 科学史 (1500年)
科学史上，1500年发生了众多事件，本条目撷取其中部分罗列如下：

## 天文学
- 6月1日-24日，德国天文学家约翰内斯·维尔纳 （Johannes Werner）观测了一颗彗星的运行轨迹。
- 11月5日-6日，哥白尼在罗马观测了月食。

## 制图学

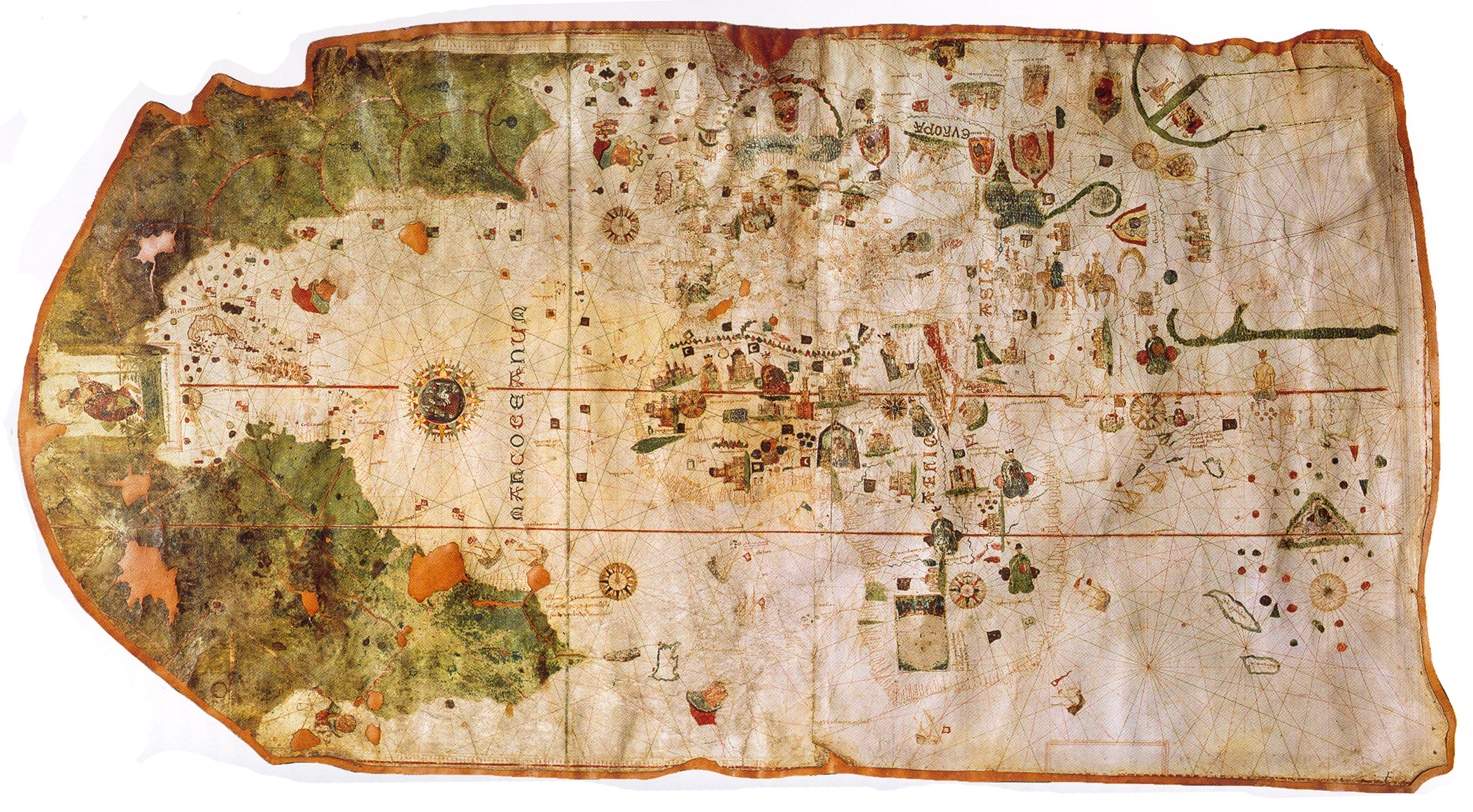
胡安德拉科薩世界地圖，图中左侧墨绿色部分展现的是“新大陆”，右侧白色部分为“旧大陆”。

- 胡安德拉科薩世界地圖，由西班牙制图家及水手胡安·德·拉·科萨绘制的第一幅展现了美洲大陆的地图面世。[1]
- （大致日期）奥地利制图家约翰内斯·思达比斯（Johannes Stabius）开创了“维尔纳地图投影法”（Werner map projection）。

## 密码学
- （大致日期）斯蓬海姆本笃会修道院的约翰尼斯·特里特米乌斯写下《隐写术》（Steganographia）一书。其手稿的副本流传了上百年之久。

## 地球科学
- 列奥纳多·达·芬奇在运河工地发现了许多化石。海洋贝类的化石出现在山里让达芬奇认为这是因为地球在发生变化，使得曾经在水下的区域后来暴露出来。

## 航海
- 3月9日–4月22日 - 佩德罗·阿尔瓦雷斯·卡布拉尔代表葡萄牙，率领13艘卡拉维尔帆船，从葡萄牙首都里斯本启航，在前往印度的途中发现了巴西。[2]
- 8月10日 (圣劳伦斯日) - 第奥古·迪亚士成为第一个发现马达加斯加的欧洲人 (被迪亚士命名为“São Lourenço”)。
- 阿隆索·德·奥赫达与亚美利哥·韦斯普奇率领的探险队从委内瑞拉向西班牙返航。[2]

## 医学
- （大致日期）据信瑞士阉猪夫雅各布·尼费（Jakob Nufer）首次成功地对一位活着的孕妇进行了剖腹产。[2]

## 制药学
- 希罗尼姆·布伦契威格（Hieronymus Brunschwygk）在其《蒸馏艺术简述》（Liber de arte distillandi de simplicibus，也被称为“（蒸馏）小本书”）一书中，详细叙述了药材及蒸馏设备的组成。[2][3]两年后，他出版了“大本书”，其进一步论述了该主题。

## 技术

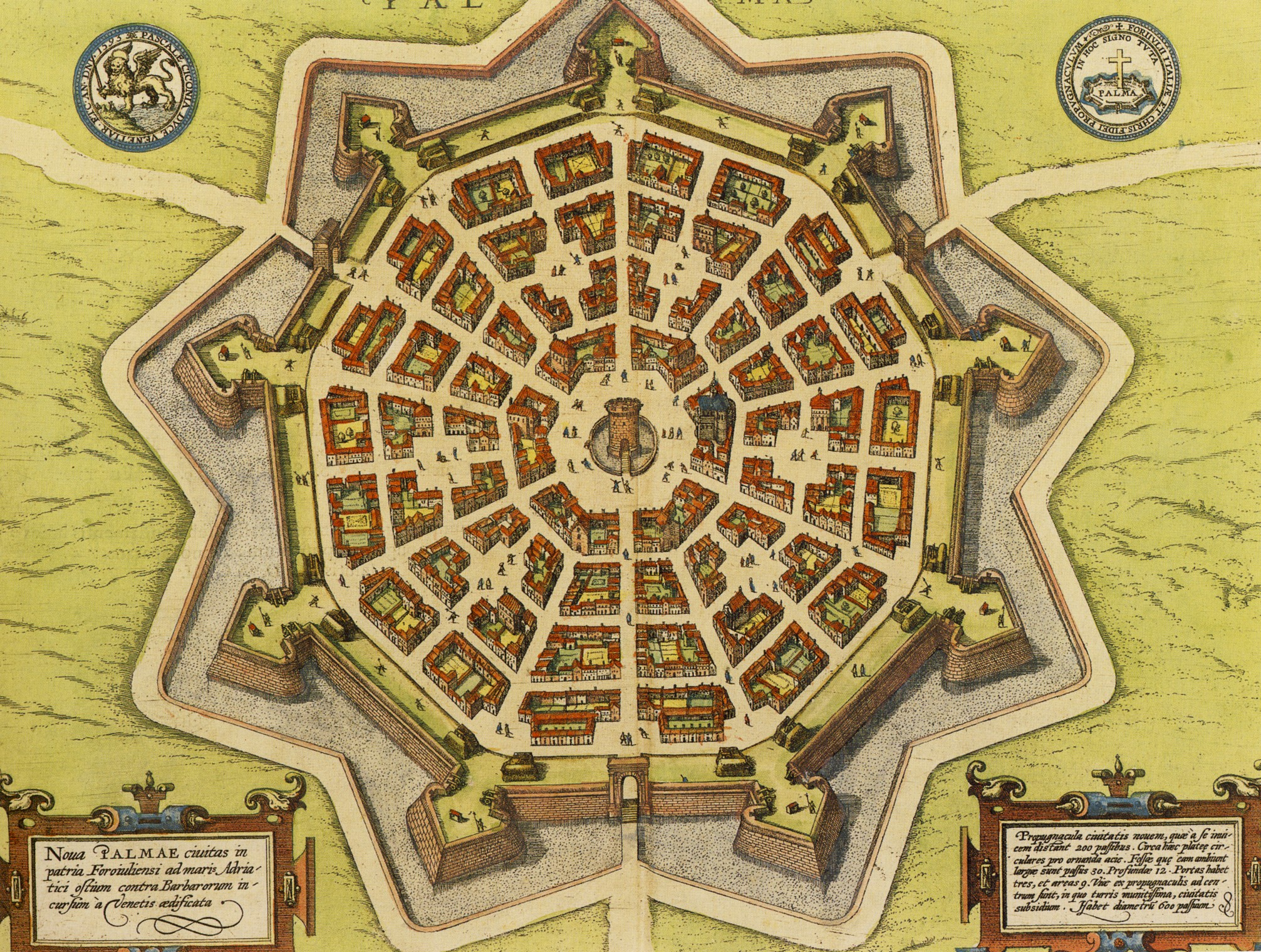
17世纪的意大利帕尔马诺瓦城地图，图中要塞即为一例极佳的威尼斯星形要塞。

- 列奥纳多·达·芬奇绘制了一把转轮点火的鸟铳，这种点火方式在历史上属首次出现。它用一个弹簧传动装置带动一个棘轮，让铁和硫化铁或燧石撞击产生火花。十五年后，它被投入使用，取代了传统的火柴点火方式。大概在同一时期，达芬奇还设计了世界上第一架“直升机”，但很可能无法使用。[4]
- 枪管中开始出现膛线。这是刻在枪管内部的螺线形凹槽，能够让子弹旋转着稳定发射出去而不发生翻滚。[來源請求]
- 比萨保卫战（Defence of Pisa）证明了星形要塞的有效性。
- （一说1501年）威尼斯的奥塔维亚诺·彼得鲁奇（Ottavio de'Petrucci）用活字印刷术印制了活页乐谱（sheet music）。[2]人们误以为他是第一个这么做的人，但事实上早在1476年罗马的印刷所已经开创了先例。

## 诞生
- 埃尔南多·德·阿拉孔，西班牙航海家（1541年卒）
- 路易·洛佩斯·维拉罗伯斯（Ruy López de Villalobos），西班牙探险家（1546年卒）
- 以下是大致诞生于1500年的人物：
  - 皮埃尔·德塞利耶（Pierre Desceliers），法国制图家（1558年卒）
  - 安布罗修斯·艾因格尔（Ambrosius Ehinger），南美洲巴伐利亚探险家（1533年遇害）
  - 巴托罗密欧·马兰塔（Bartolomeo Maranta），意大利医生、植物学家（1571年卒）
  - 帕兰格·佳斯塔德文·南布德里（Paarangot Jyeshtadevan Namboodiri），印度喀拉拉邦数学家、天文学家（1610年卒）
  - 瓦瑟·里夫（Walther H. Ryff），德国科学作家（1548年卒）
  - 尼科洛·塔尔塔利亚，意大利数学家（1557年卒）

## 逝世
- 5月28日：葡萄牙探险家巴尔托洛梅乌·迪亚士（1451年生）于大海中溺亡。[2]